# Conostigmus occipitalis
Conostigmus occipitalis är en stekelart som beskrevs av Paul Dessart 1997. Conostigmus occipitalis ingår i släktet Conostigmus och familjen trefåresteklar. Inga underarter finns listade i Catalogue of Life.